# Jovem Guarda (programa de televisão)
Jovem Guarda foi um programa de televisão musical produzido entre 22 de agosto de 1965 e o início de 1968 pela TV Record e TV Rio, nas tardes de domingo, então componentes da Rede das Emissoras Unidas, e foi apresentado pelos cantores Roberto Carlos, Erasmo Carlos e Wanderléa.
O programa geralmente é apontado, além da influência dos Beatles, como origem da grande popularidade no Brasil (entre 1965-1968) de um movimento musical e cultural inicialmente chamado de "Iê-iê-iê" e depois também de "Jovem Guarda".

## História
Em 1965, por um desentendimento entre a TV Record e as entidades responsáveis pelos campeonatos de futebol em São Paulo, a emissora foi proibida de transmitir as partidas. O futebol, narrado por Raul Tabajara, era a grande atração das tardes de domingo. A justificativa oficial foi de que os clubes paulistas reclamavam de ver o estádio esvaziado em seus jogos por conta da transmissão pela TV. De acordo com o livro "Record - 50 Anos", lançado pela própria emissora em 2003, teria sido uma situação específica que acabou culminando na decisão. Conforme consta: "A Record dominava aquele horário graças às transmissões ao vivo de futebol narradas por Raul Tabajara, o mais popular locutor esportivo da TV paulista da época. Porém, em 1965, durante o intervalo de um jogo no Pacaembu, a câmera passeava pelas dependências do estádio quando filmou, na tribuna de honra, um poderoso diretor da Federação Paulista de Futebol acompanhado de sua amante." "Irritado com o flagrante, aquele dirigente proibiu as transmissões de jogos ao vivo pela TV, sob a alegação de que prejudicavam a bilheteria".
Os produtores chamaram Roberto Carlos, um ídolo em ascensão, que indicou Erasmo Carlos e Wanderléa para ajudá-lo na tarefa e, então, passaram a ocupar um papel de destaque à frente do programa Jovem Guarda, que fez sua estreia em 22 de agosto de 1965, às 16h. Os nomes de Celly Campello, conhecida pela música "Estúpido Cupido", e Ronnie Cord chegaram a ser especulados antes, mas as negociações não foram em frente.
As gravações aconteciam no Teatro Record, na rua da Consolação, em São Paulo e era transmitido ao vivo. Ao longo de uma hora, o trio cantava seus sucessos e recebia convidados. O alcance do programa era impressionante para a época: conseguia ter uma audiência de 3 milhões de telespectadores em São Paulo, e era transmitido em videotape em cidades como Rio de Janeiro, Belo Horizonte, Porto Alegre e Recife – provocando assim um fenômeno de massa invejável.
Roberto Carlos teria algumas regalias em relação aos seus colegas. O rei teria solicitado um salário de 5 milhões de cruzeiros. O valor acabou ficando um pouco abaixo disso, mas, além do cachê fixo, ele recebia 20% das bilheterias (o programa cobrava ingresso da plateia), tinha suas viagens pagas pela Record e participação nos lucros das vendas de VTs do Jovem Guarda a outras emissoras que não o exibissem ao vivo. Erasmo e Wanderléa, indicados por ele, não recebiam um valor fixo mensal, mas sim cachês por programa, assim como a maioria dos convidados.
Mesmo com os passados atrelados, a Record fez um acordo com Roberto Carlos no início dos anos 2000 se comprometendo a não tocar nenhuma música dele, após ameaça de processo. Trechos do programa Jovem Guarda também não poderiam ser exibidos sem prévia autorização do rei.

Em 17 de janeiro de 1968, Roberto deixa o programa. Em sua despedida, disse:
"Estou triste à beça. Esse programa me lançou, me fez. São dois anos e meio de vida, de amizades boas que ficam para trás. Esse programa era muito importante para mim. Mas agora Erasmo e Wanderléa saberão levá-lo para a frente. Erasmo conhece o gosto do publico e tenho certeza que vai ter sucesso, oferecendo o que o publico quer."
Com o fim do programa na TV Record, em 1968, os integrantes da Jovem Guarda tomaram rumos distintos.